# Gibbosoplites guineensis
Gibbosoplites guineensis är en stekelart som beskrevs av Heinrich 1968. Gibbosoplites guineensis ingår i släktet Gibbosoplites och familjen brokparasitsteklar. Inga underarter finns listade i Catalogue of Life.